# 別茲沃季夫卡 (米爾哥羅德區)
50°10′40″N 33°30′3″E / 50.17778°N 33.50083°E
別茲沃季夫卡（烏克蘭語：Безводівка），是烏克蘭的村落，位於該國中部波爾塔瓦州，由米爾哥羅德區負責管轄，距離切爾卡夏尼1公里，海拔高度143米，2001年人口57。